# Jan Karol Radziejowski
Jan Karol Radziejowski herbu Junosza – pułkownik królewski, chorąży kowalski, kasztelan rypiński w latach 1750–1752.

## Życiorys
Był synem kasztelana wieluńskiego Jana Szczęsnego i Anny Wodyńskiej, kasztelanki podlaskiej, córki Marka Wodyńskiego. W 1733 pełnił urząd sędziego kapturowego lwowskiego. Ożenił się z Wiktorią Ankiewiczówną, z którą miał pięcioro dzieci:
- Ignacego,
- Antoniego,
- nieznaną z imienia córkę – żonę Glasenappa,
- Ludmiłę – żonę Józefa Grzymały,
- nieznaną z imienia córkę – żonę Kossakowskiego.

Prawnukiem Jana Karola Radziejowskiego był Ignacy Radziejowski, uczestnik powstania listopadowego.